# Lacassagne
Lacassagne település Franciaországban, Hautes-Pyrénées megyében. Lakosainak száma 247 fő (2022. január 1.). Lacassagne Rabastens-de-Bigorre, Escondeaux, Lescurry, Mingot és Sénac községekkel határos.

## Népesség
A település népességének változása:
| Lakosok száma | 175  | 202  | 214  | 176  | 232  | 237  | 232  | 238  | 238  | 247  |
|               | 1962 | 1975 | 1982 | 1999 | 2013 | 2015 | 2017 | 2019 | 2020 | 2022 |